# Cosmosoma albifrons
Cosmosoma albifrons là một loài bướm đêm thuộc phân họ Arctiinae, họ Erebidae.